# Сулавесский пастушок
Сулавесский пастушок (лат. Aramidopsis plateni) — вид нелетающих птиц из одноимённого монотипического рода семейства пастушковых (Rallidae). Длина тела составляет около 30 см, масса — 143—160 г. Распространён на индонезийских островах Сулавеси и Бутон. В Красной книге МСОП отнесён к категории уязвимых вследствие снижения численности популяции, вызванного обезлесением и охотой.

## Систематика
Сулавесский пастушок впервые был описан немецким орнитологом Вильгельмом Блазиусом, давшим ему в 1886 году научное название Rallus plateni. Позднее в 1893 году Ричард Боудлер Шарп выделил вид в монотипический род Aramidopsis. По мнению Тейлора, сулавесский пастушок больше похож на тристанского и Кювьерова пастушков, нежели на представителей рода пастушки (Rallus). Исследование митохондриальной ДНК, проведённое в 2012 году, показало, что сулавесского пастушка следует поместить в род Gallirallus, а его ближайшими родственниками являются австралийский и серогрудый пастушки.
Родовое название Aramidopsis является сочетанием двух слов: научного названия птицы арама — лат. Aramus, и др.-греч. ὄψις — «внешний вид». Видовое название plateni дано в честь немецкого врача Карла Константина Платена, собиравшего птиц и бабочек на островах Малайского архипелага. Для опознания он отправил Вильгельму Блазиусу одну из особей вида.

## Описание
Длина тела составляет около 30 см, вес — 143—160 г. Сулавесский пастушок — нелетающая птица с короткими крыльями, хвостом, а также крупными ногами и ступнями. Оперение от макушки до груди, спина и нижняя часть тела имеют серую окраску, за исключением белого подбородка. Бока и задняя часть шеи оранжево-красные. Значительная часть верхней стороны тела коричневая. На брюшке, подхвостье и по бокам присутствуют белые полосы. У самцов чёрные ноги, жёлтая радужная оболочка и коричневый с зеленоватым оттенком клюв, загнутый книзу. Самки похожи на самцов, однако имеют более светлую заднюю часть шеи, малое количество белых пятен на подбородке, красную радужную оболочку, сине-серые ноги и красноватый клюв. Окраска оперения молодых особей неизвестна.
На сулавесского пастушка похожи сулавесский гологлазый пастушок с каштановым верхом и чёрным низом, полосатый пастушок, имеющий ярко окрашенные спину, грудь и голову, и серогрудый пастушок с меньшими размерами и полосатой спиной.
Голос — короткий хрип с последующим ии-ооорр, иногда глубокое хмммм.

## Образ жизни
О виде мало что известно ввиду труднодоступности мест обитания и низкой плотности популяции. Несколько особей было добыто в ходе экспедиции Пауля Сарасина между 1893 и 1898 годом. С тех пор пастушка не наблюдали в течение более тридцати лет, пока его не обнаружил орнитолог Герд Хайнрих в 1932 году. Документированные наблюдения также относятся к 1983 и 1989 году. В природе наблюдают этих птиц очень редко; учеными были изучены всего лишь около десятка коллекционных экземпляров.
Сулавесские пастушки ловят крабов в горных потоках, замечены за поеданием ящериц. Данные о размножении отсутствуют, за исключением наблюдения одной взрослой особи в августе 1983 года, выкармливавшей двух птенцов.

## Распространение и среда обитания
Сулавесский пастушок — эндемик Индонезии, обитающий в равнинных и горных лесах северной, центральной и юго-восточной части острова Сулавеси. В 1995 году птицы были обнаружены на острове Бутон. Излюбленной средой обитания являются густая растительность во влажных областях, бамбуковые и лиановые леса, ротанг, подлески и кустарники на склонах полуострова Минахаса. Утверждения о том, что сулавесский пастушок встречается на заброшенных рисовых полях, являются ошибочными, поскольку рассматриваемый вид часто путают с полосатым пастушком. Встречается на высоте до 1300 метров над уровнем моря.

### Статус популяции
Популяция сулавесского пастушка оценивается в 3500—15 000 особей, что эквивалентно 2500—10000 взрослым птицам. Её численность, согласно имеющимся данным, снижается, что в совокупности с ограниченным ареалом позволяет отнести данный вид к категории уязвимых (Vulnerable) в Красной книге МСОП. Серьёзными угрозами являются потеря и фрагментация среды обитания, охота при помощи силков, нападение со стороны кошек и собак. На Сулавеси, вследствие децентрализации власти, проведённой в 1999 году, произошло значительное увеличение количества лесозаготовок.
Сулавесский пастушок находится под охраной закона с 1972 года. Ареал вида охватывает два крупных национальных парка: Лоре-Линду и Богани-Нани-Вартабоне, которые, тем не менее, испытывают негативное воздействие со стороны человека. В ходе исследования заповедников на Сулавеси в 2007 году не был замечен ни один сулавесский пастушок, что свидетельствует о малочисленности этой птицы даже в природных резерватах.